# Erich Kästner (veteraan)
Erich Kästner (Leipzig-Schönefeld, bij Leipzig, 10 maart 1900 – Pulheim, 1 januari 2008) was de laatste Duitse veteraan van de Eerste Wereldoorlog en daarmee ook de laatste veteraan die voor het Duitse Keizerrijk vocht. Hij was ook de laatste veteraan van de centrale mogendheden die aan het westfront vocht.
Hij werd geboren in Leipzig op 10 maart 1900. In juli 1918 ging hij in het Duitse keizerlijk leger. Daarna werd hij naar het front in België gestuurd. Vlak voor de Duitse overgave in november 1918 liep hij mee met een parade waarbij keizer Wilhelm II aanwezig was.
In 1924 haalde hij zijn doctoraat op de Universiteit van Jena. Daarna ging hij werken als rechter.
In 1939 ging hij bij de Luftwaffe waarbij hij de rang van majoor kreeg. Hij was bijna tijdens de gehele Tweede Wereldoorlog gestationeerd in Frankrijk.
Op 11 maart 2003, één dag na zijn 103e verjaardag, vierden hij en zijn vrouw hun 75-jarig huwelijk. Spoedig daarna stierf zijn vrouw op 102-jarige leeftijd. Op nieuwjaarsdag 2008 stierf Kästner op 107-jarige leeftijd in Pulheim.

## Decoraties
- Eisernes Kreuz (1914)
- Niedersächsischer Verdienstorden I. Klasse